# Viktoria Stolp
Der SV Viktoria Stolp war ein deutscher Sportverein aus der hinterpommerschen Stadt Stolp (heute Słupsk). Mit vier Meister- und zwei Vizemeistertiteln in der Gauliga Pommern gehörte die Fußballabteilung zu den erfolgreichsten pommerschen Fußballvereinen.

## Geschichte
Der Verein wurde am 5. September 1909 in der Gastwirtschaft Franz Squar gegründet und spielte im Ligensystem des Baltischen Rasen- und Wintersport-Verbandes (BRWV). Im Februar 1910 schloss sich der wilde Verein (damalige Bezeichnung für Vereine, die keinem Fußballverband angehörten) FC Britannia Stolp der Viktoria an. 1910/11 gewann der Verein die Bezirksliga IX Stolp/Lauenburg, durfte aber als pommerscher Verein noch nicht an der baltischen Fußballendrunde teilnehmen. 1911/12 wiederholte Stolp den Gewinn des Bezirksmeistertitels, in der baltischen Fußballendrunde scheiterte die Mannschaft jedoch bereits im Viertelfinale nach einer 0:7-Niederlage gegen den BuEV Danzig. In den kommenden beiden Spielzeiten unterlag Viktoria Stolp in der Bezirksliga dem Lokalkonkurrenten SV Germania Stolp. Bereits ab 1913 wurde die Ligastruktur des BRWVs umstrukturiert, fortan spielten die Stolper und Lauenburger Vereine in der Bezirksliga I Stolp innerhalb des Kreises III Pommern. Der Bezirksmeister war somit nicht mehr direkt für die baltische Fußballendrunde, sondern für die pommersche Fußballendrunde qualifiziert, in der dann die Teilnehmer an der baltischen Fußballendrunde ermittelt wurden.
1919/20 wurde Viktoria Stolp zum dritten Mal Bezirksmeister, in der pommerschen Fußballendrunde scheiterte der Verein im Halbfinale am Stettiner FC Titania mit 0:9. In den kommenden Jahren fiel die Mannschaft im Bezirk ins Mittelfeld zurück, Germania Stolp und der SV Sturm Lauenburg waren zu dieser Zeit stärker. 1925/26 konnte dann die Bezirksliga, die in dieser Spielzeit mit der Bezirksliga Köslin zusammengelegt wurde, wieder gewonnen werden. Allerdings war erneut im Halbfinale der Fußballendrunde Pommern Schluss, Stolp unterlag dem Stettiner SC mit 1:5. Auch 1926/27, 1927/28 und 1928/29 scheiterte Stolp als Bezirksmeister an Stettiner Vereinen in der pommerschen Endrunde. Zur Spielzeit 1929/30 wechselten die Vereine aus Stolp aus dem inzwischen Bezirk III Pommern genannten Spielkreis in den Bezirk II Grenzmark und bildeten dort den Kreis I Stolp. Erneut konnte sich Viktoria Stolp im Kreis durchsetzen und qualifizierte sich für die Fußballendrunde Grenzmarks. In dieser erreichte Stolp einen Punkt hinter der SV Schutzpolizei Danzig den zweiten Platz und qualifizierte sich somit zum zweiten Mal für die baltische Fußballendrunde. Dort schied Stolp jedoch bereits in den Qualifikationsspielen der Bezirksvizemeister aus, man unterlag dem VfB Stettin deutlich mit 1:7. 1930 wurde die Kreisnummerierung in Kreis III Stolp geändert.
1931/32 sollte die bis dato erfolgreichste Spielzeit für Viktoria Stolp werden. Durch den erneuten Kreismeistertitel erfolgte die Qualifikation für die Grenzmark Endrunde, in der Stolp das Finale erreichte. In zwei Spielen (3:0, 1:0) konnte sich der Verein gegen den Danziger SC durchsetzen und wurde zum ersten Mal Bezirksmeister von Grenzmark. Verbunden mit diesem Erfolg war die Teilnahme an der baltischen Fußballendrunde, auch hier konnte Stolp überzeugen und wurde einen Punkt hinter dem SV Hindenburg Allenstein Zweiter. Das Entscheidungsspiel um die baltische Vizemeisterschaft gegen den Seriensieger VfB Königsberg konnte Stolp dann überraschend mit 1:0 für sich entscheiden, wodurch sich der Verein für die deutsche Fußballmeisterschaft 1931/32 qualifizierte. Am 8. Mai 1932 trat Stolp im Achtelfinale der deutschen Fußballmeisterschaft im Berliner SCC-Stadion gegen Tennis Borussia Berlin an, das Spiel ging 0:3 verloren und Stolp schied aus.
Mit Machtübernahme der Nationalsozialisten 1933 wurden die Fußballverbände aufgelöst und durch Sportgaue ersetzt. Nur die drei besten Mannschaften des Kreises Stolp erhielten einen Startplatz in der Gauliga Pommern 1933/34. Durch den ersten Tabellenplatz in der eigentlich für die Verbandsendrunde 1933/34 vorgesehenen Liga qualifizierte sich Viktoria Stolp für die Gauliga Pommern. Bereits 1933/34 konnte durch einen Finalsieg über den Stettiner SC der erste Gaumeistertitel gefeiert werden, bei der deutschen Fußballmeisterschaft 1933/34 schied Stolp jedoch bereits in der Gruppenphase aus. 1934/35 konnte sich der Stettiner SC im Finale revanchieren, so dass Stolp Vizemeister wurde. Auch 1935/36 hieß das Finalspiel Stettiner SC gegen Viktoria Stolp, dieses Mal setzte sich wieder Stolp durch. Auch 1936/37 und 1938/39 konnte der Gauligatitel gewonnen werden, bei den deutschen Fußballmeisterschaften schied Stolp jedoch jeweils bereits in der Gruppenphase aus. Mit Beginn des Zweiten Weltkriegs begann die Dominanz der Militärsportvereine und  Luftwaffensportvereine in Pommern. 1941/42 erreichte Viktoria Stolp nochmals das Finale um die Gaumeisterschaft Pommerns, verzichtete aber nach einer 1:6-Niederlage im Hinspiel auf das Rückspiel gegen den LSV Pütnitz. Stolp konnte sich bis zum Ende der Gauliga in dieser Liga halten, in der ewigen Tabelle der Gauliga Pommern belegt Viktoria Stolp den ersten Platz.
Am Ende des Zweiten Weltkriegs kam Stolp im April 1945 unter die Verwaltung der Volksrepublik Polen und erhielt den Namen Słupsk. Die Flucht und Vertreibung der Einwohner aus der Stadt bedeutete auch das Ende ihres gesellschaftlichen Lebens, zu dem die Sportvereine gehört hatten. Der SV Viktoria Stolp wurde, wie alle übrigen deutschen Vereine und Einrichtungen, zwangsaufgelöst.
Im Jahr 2010 entschlossen sich junge, geschichts- und heimatinteressierte Polen den Verein unter dem Namen KS Victoria Słupsk zu reaktivieren. Seither spielt der Klub wieder in der alten Heimat, der Hindenburg-Kampfbahn (heute: Stadion 650-lecia w Słupsku). Man tritt in der B-Klasa, der niedrigsten polnischen Spielklasse, an.

## Erfolge
- Meister der Gauliga Pommern: 1934, 1936, 1937, 1939
- Vizemeister der Gauliga Pommern: 1935, 1942
- Teilnahme an der deutschen Fußballmeisterschaft: 1932, 1934, 1936, 1937, 1939
- Teilnahme am Tschammerpokal: 1936, 1939, 1941
- Baltischer Vizemeister: 1932
- Fußballmeister Grenzmarks: 1932
- Sieger Bezirk/Kreis Stolp: 1911, 1912, 1920, 1926, 1927, 1928, 1929, 1930, 1932

## Spielstätte
Der SV Viktoria Stolp trug seine Heimspiele auf dem Sportplatz Elysium aus. Später nutzte man die 1926 in Anwesenheit des Reichspräsidenten von Hindenburg eingeweihte Hindenburg-Kampfbahn. Die Kampfbahn fasste bis zu 15.000 Zuschauer und hatte 1.600 Sitzplätze. Der Zuschauerrekord (1926) betrug 16.000 Zuschauer. Heute trägt in der ehemaligen Hindenburg-Kampfbahn der reaktivierte Nachfolgeverein KS Victoria Słupsk seine Heimspiele aus (heutiger Name: Stadion 650-lecia w Słupsku).

## Bekannte Spieler
- Hannes Kirk
- Heinz Rennhack